# Heinrich Grüber

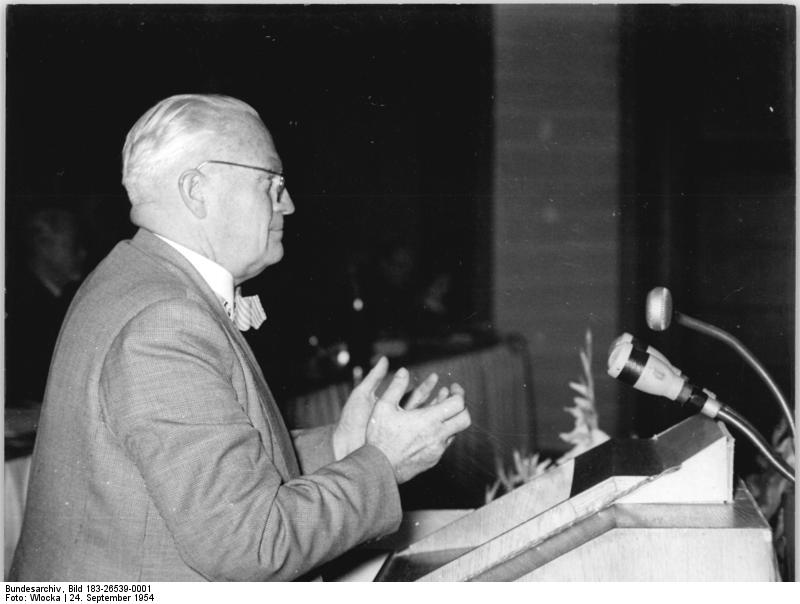
Propst Heinrich Grüber, 1954, auf dem 7. Parteitag der CDU (Ost) in Weimar

Heinrich Grüber (* 24. Juni 1891 in Stolberg (Rheinland); † 29. November 1975 in Berlin) war ein evangelischer Theologe, Gegner des Nationalsozialismus und Pazifist.

## Leben
Heinrich Karl Ernst Grüber war ältester Sohn eines Hauptschullehrers, der als Junge von einem französischen General erzogen worden war. Heinrich Grübers Vater legte daher großen Wert darauf, dass sein Sohn mit der französischen Sprache und Kultur konfrontiert wurde. Sein Vater erlitt im Alter von 37 Jahren einen schweren Unfall und wurde pensioniert, woraufhin Geldsorgen die Familie Grüber stark belasteten. In seiner Schulzeit erhielt Heinrich Grüber einen Preis des preußischen Kultusministeriums für seine schulischen Leistungen. Er war der einzige evangelische Schüler seiner Klasse. Nach dem Abitur in Eschweiler trat er das Studium der Philosophie, Geschichte und Theologie in Bonn, Berlin und Utrecht an. Seine Mutter war eine gebürtige Niederländerin aus Gulpen, daher war ihm die niederländische Sprache und Kultur bekannt. 1914 legte er sein erstes theologisches Examen am Berliner Domkandidatenstift ab. Sein Dienst in der Evangelischen Landeskirche der älteren Provinzen Preußens als Pfarramtsvertreter in einer Gemeinde in Beyenburg (zu Wuppertal), in der Sozialarbeit in Stolberg und ein Stipendium in Utrecht verzögerten seine Einberufung als Soldat im Ersten Weltkrieg, er diente vom Januar 1915 bis zum Frühjahr 1918 als Feldartillerist. Anschließend absolvierte er dann einen Lehrgang zum Militärpfarrer in Bonn. Nach dem Ersten Weltkrieg arbeitete Grüber in den kirchlichen sozialen Diensten, unter anderem seit 1926 als Leiter in einem Heim für schwach begabte und verhaltensauffällige Kinder und Jugendliche, das zur diakonischen Stephanus-Stiftung Waldhof in Templin gehörte.
Er war Mitglied des Nationalen Clubs, einer konservativen Gruppierung, die auch zum Stahlhelm Kontakte hatte, und kam so nach der Ernennung Hitlers zum Reichskanzler sogar als Staatssekretär des Stahlhelmführers und neuernannten Reichsarbeitsministers Franz Seldte ins Gespräch. Im Laufe des Jahres 1933 wandte sich Grüber aber gegen die nun offen erkennbare nationalsozialistische Diktatur und schloss sich dem Pfarrernotbund an, nicht zuletzt, da der Arierparagraph auch Christen jüdischer Herkunft betraf. Am 2. Februar 1934 ernannte das Domkirchenkollegium (Gemeindekirchenrat der Evangelischen Gemeinde der Oberpfarr- und Domkirche zu Berlin) – im Rahmen seiner Patronatsrechte an der Jesuskirche in Kaulsdorf – Grüber zum Pastor der dortigen Kirchengemeinde. Die von Hitler entgegen den Kirchenordnungen angeordneten Kirchenwahlen am 23. Juli 1933 hatten den Deutschen Christen die Mehrheit im Gemeindekirchenrat Kaulsdorfs gebracht, entsprechend protestierte er gegen Grübers Berufung beim zuständigen Konsistorium der Mark Brandenburg. Das Konsistorium bestand aber auf Grübers Berufung, da der Willen des Patrons dem der Gemeinde voranginge.
Das Amt des Pastors schloss den Vorsitz im Gemeindekirchenrat von Amts wegen ein, so dass Konflikte unvermeidlich waren. Deutschchristliche Älteste erhoben Beschwerde gegen Grüber beim Konsistorium für seine Kritik am altpreußischen Landesbischof Ludwig Müller, nationalsozialistische Kirchgänger denunzierten ihn bei der Gestapo für seine Kritik an den Sterilisationsgesetzen des NS-Regimes (siehe Euthanasie und Eugenik) und seine Kritik am staatlichen Antisemitismus. In der Jesuskirche predigte er gegen den Personenkult um Hitler, die zunehmende Aufrüstung Deutschlands und den Antisemitismus.
Grüber begann, eine Bekenntnisgemeinde in Kaulsdorf aufzubauen. Seine Berufung wurde Anhängern der Bekennenden Kirche in anderen Kirchengemeinden des Kirchenkreises Berlin Land I bekannt, und manche gingen fortan sonntags zum Gottesdienst in die Jesuskirche. Am 22. Dezember 1934 erhielt er den vierten überhaupt ausgestellten – ihrer Farbe wegen Rote Karte genannten – Mitgliedsausweis der Bekenntnisgemeinde in Kaulsdorf.
Grüber ermutigte auch zur Gründung weiterer Bekenntnisgemeinden, z. B. in Friedrichsfelde am 1. Februar 1935. Am 3. März 1935 konstituierte sich die Kreisbekenntnissynode mit Synodales aus den Bekenntnisgemeinden des Kirchenkreises und wählte Grüber zum Vertrauensmann. Da der den Kirchenkreis leitende Superintendent Ludwig Eiter nicht offen zur Bekennenden Kirche stehen mochte, erfüllte Grüber auch die Aufgabe des Kreispfarrers der Bekennenden Kirche wie vorgesehen, wenn der Superintendent nicht selber zur Bekennenden Kirche hielt. Eine enge Freundschaft verband ihn seit dieser Zeit mit Martin Niemöller.
Wenn Grüber selbst an Sonntagen verhindert war, sorgte er für eine Vertretung durch die Bekennende Kirche. So predigte im August vertretungsweise sein Köpenicker Kollege Pastor Neumann kritisch über den Antisemitismus des NS-Regimes, was ihm gleich eine Denunziation seitens des Gemeindekirchenrates eintrug.
Anlässlich der Rheinlandbesetzung dekretierte Hitler für den 29. März 1936 Neuwahlen für den Reichstag. Der 29. März war Palmsonntag, der traditionelle Tag, an dem die Konfirmanden eingesegnet wurden. Wilhelm Zoellner, 1935–1937 Leiter des Reichskirchenausschusses und damit Vertreter der kirchlichen Kompromisspolitik gegenüber dem NS-Regime, betrachtete die Festlegung dieses Wahltages als unfreundlichen Akt gegen den deutschen Protestantismus. Dennoch war er zu Kompromissen bereit und ersuchte die Deutsche Arbeitsfront (DAF), den Beginn des obligatorischen Landarbeitsdienstes für Jugendliche um eine Woche zu verschieben. Doch die DAF lehnte ab.
Die zweite Vorläufige Kirchenleitung der reichsweiten Bekennenden Kirche vertrat die Ansicht, die Gemeinden und Pastoren sollten die Konfirmationen wie üblich abhalten. Da aber Väter von Konfirmanden, sei es als Ehrenamtliche oder NS-Parteigenossen als Wahlhelfer zur Durchführung der Wahlen abgestellt waren, und deutschlandweit zugleich viele tausend Verwandte und Paten zu Konfirmationsfeiern reisen würden, befürchtete die NS-Führung eine niedrigere Wahlbeteiligung. Dadurch wurde die Konfirmation am 29. März ein Politikum.
Schließlich trauten sich nur wenige Pastoren, die Konfirmation am 29. März durchzuführen, Grüber war einer von ihnen (einer von 13 in Berlin). Älteste schwärzten Grüber daraufhin erneut beim Konsistorium an. Der Leiter der traditionsreichen NSDAP-Ortsgruppe Kaulsdorf, der ältesten in den östlichen Vororten Berlins, drohte Grüber an, dafür zu sorgen, dass er ins Konzentrationslager komme.
1936 wählte die Calvinistische Gemeinde in Berlin lebender Niederländer Grüber zu ihrem Pastor, was er bis zu seiner Verhaftung 1940 blieb. 1937 wurde Grüber erstmals von der Gestapo verhaftet. Eine Begründung der Gestapo ist nicht erhalten, doch können „illegale Schriften“ und hektografierte „Rundbriefe an die evangelischen Familien in Kaulsdorf“, in der er sich unter anderem gegen die Umwandlung einer Zweigschule einer Pflegeanstalt in eine staatliche Gemeinschaftsschule aussprach, einen Anlass geboten haben.

## Büro Grüber

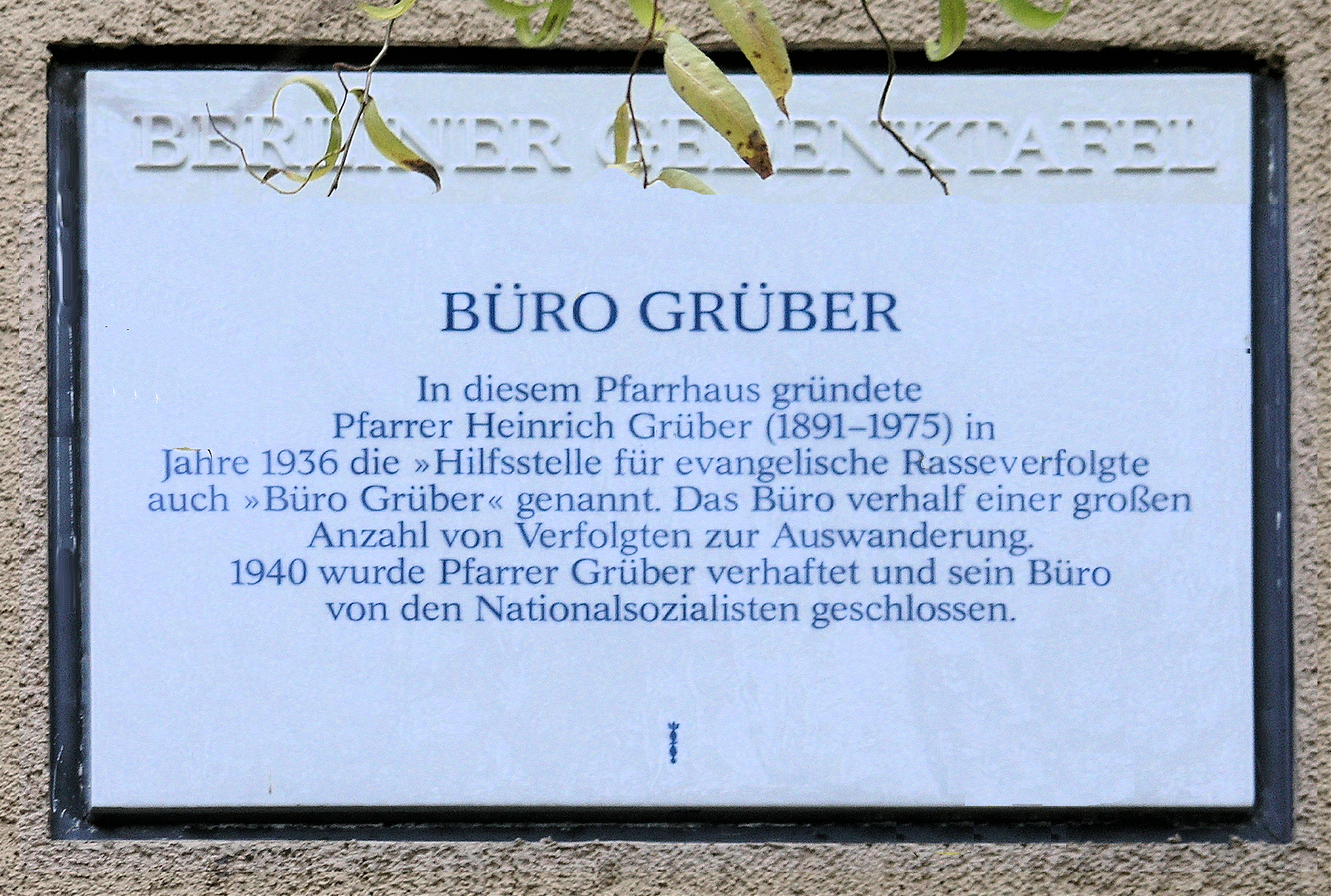
Berliner Gedenktafel am Pfarrhaus der Martin-Luther-Kirche in der Hortensienstraße 18, in Berlin-Lichterfelde

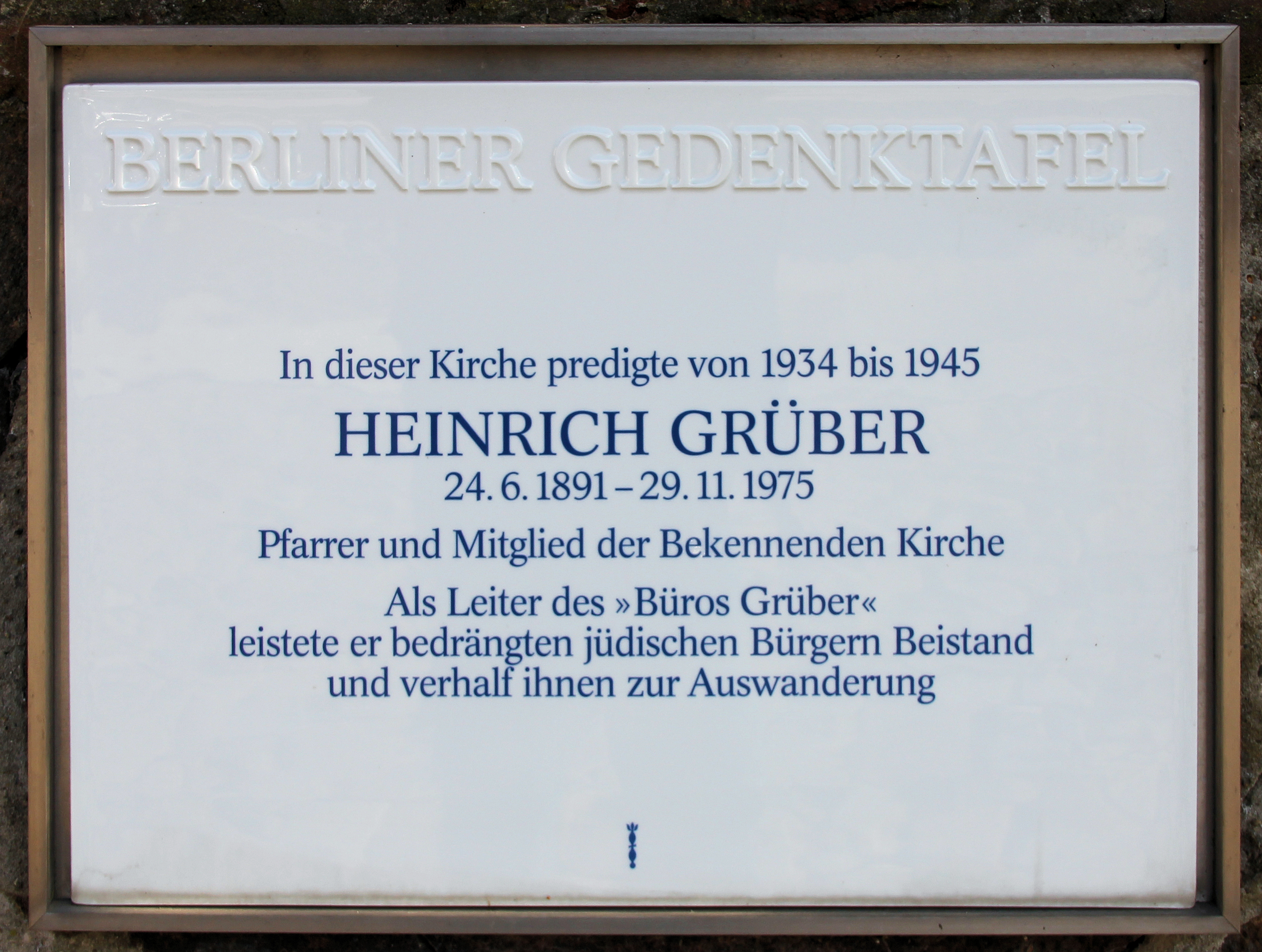
Gedenktafel am Haus Dorfstraße 10, in Berlin-Kaulsdorf

Seit Mitte der 1930er Jahre war Heinrich Grüber in seiner Eigenschaft als Seelsorger der niederländischen evangelischen Christen in Berlin immer wieder um Hilfe bei der Auswanderung gebeten worden. So wurde ihm die Not vor allem der Christen jüdischer Herkunft deutlich, für die er sich sowohl bei den Behörden als auch in der eigenen Kirche einsetzte. Die offiziellen evangelischen Landeskirchen versagten ihren als Juden verfolgten Mitgliedern fast jede Hilfe und das, obwohl etwa 80 Prozent der nichtarischen christlichen Deutschen Protestanten waren.
In seinen Memoiren hat Heinrich Grüber laut Dietrich Severin berichtet, dass er in der Lichterfelder Martin-Luther-Kirche bereits im Spätsommer 1936 mit fünf Männern der Bekennenden Kirche über die Gründung einer Hilfsstelle für evangelische Rassenverfolgte gesprochen hat. Unter den Frauen und Männern in der Bekennenden Kirche, die sich in der Frage engagierten, nahm Heinrich Grüber insofern eine singuläre Stellung ein, als er die vielen einzelnen, oft ganz spontan entstandenen Bemühungen seiner Schwestern und Brüder bündelte im „Büro Grüber“ (zunächst an der Oranienburger Straße, später An der Stechbahn in Berlin-Mitte). Von dort koordinierte er ein Netz von 22 Hilfsstellen in 20 großen Städten des Reichs und führte vor allem die Verhandlungen mit den Institutionen des Regimes, insbesondere zugunsten der Emigration evangelisch getaufter Juden – konzentriert in der Zeit nach dem 9. November 1938 bis zum Kriegsbeginn.
Offiziell wurde das „Büro Pfarrer Grüber“ – wie die Gestapo es zunächst nannte – mit der staatlichen Anerkennung als Organisation zur Förderung der Auswanderung der als Juden verfolgten Deutschen und erscheint dort unter dem Namen „Hilfsstelle für nichtarische Christen“. Grübers Gattin Margarete (* 1899), eine Tochter des ehemaligen Generalsuperintendenten der Neumark und Niederlausitz Ernst August Vits, veräußerte zur Finanzierung von Miete und Arbeit des Büros bestehend aus IG-Farben-Aktien. Die meisten der Hilfsstellenmitarbeiter wurden selbst wegen ihrer Herkunft verfolgt.
In der Nacht des Novemberpogroms vom 9. auf den 10. November 1938 flohen jüdische Menschen vor drohender Verhaftung auch zu den Grübers ins Pfarrhaus in Kaulsdorf. Er organisierte ihre Verstecke in Lauben der Kleingartenkolonien im Pfarrgebiet. Später berichtete er über die Vorkommnisse:

„Am 9. November erlebte ich nachmittags in der Stadt, wie jüdische Menschen mißhandelt und ihre Geschäfte geplündert wurden. Abends im Kaulsdorfer Pfarrhaus sowie auch in den kommenden Tagen und Wochen versuchte ich mit Hilfe meiner Familie, meiner Vikarin und treuer Gemeindemitglieder aus der Bekennenden Kirche jene gehetzten Menschen, die bei uns anklopften, irgendwo unterzubringen. Nachts kamen die Verfolgten zu Dutzenden ins Haus: Menschen, die sich nicht trauten, in ihren Wohnungen zu bleiben. Sie wurden von uns vorwiegend in den Laubenkolonien im Norden und Osten von Kaulsdorf versteckt. Aber es fand damals keiner das entscheidende Wort. Die Menschen sahen zu, einige beiseite.“

Aber andere weniger Glückliche wurden verhaftet und wurden nur freigelassen, wenn sie Deutschland umgehend verlassen würden. Daher wurde die Beschaffung von Visa die zentrale Aufgabe des Büros Grüber. Fast alle Pastoren mit jüdischen Vorfahren waren in Konzentrationslager verschleppt worden.
Während ihre deutschchristlichen Landeskirchen sich als Dienstherren nicht für die Befreiung der Inhaftierten einsetzten, taten dies Grüber und Bischof George Bell erfolgreich. Nach der staatlichen Anerkennung des Büros Grüber erhielt Grüber mehrfach Ausreisevisa für Besuche in den Niederlanden und Großbritannien, um dort für die Aufnahme deutscher Flüchtlinge zu werben. Entsprechend fand Grüber kaum mehr Zeit für die Evangelische Kirchengemeinde Kaulsdorf.
Ab September 1939 unterstand das Büro Grüber der Aufsicht durch Adolf Eichmann. In einer Besprechung über Auswanderung fragte Eichmann: „Erklären Sie mir den Grund, warum Sie sich für diese Juden einsetzen. Sie haben keine jüdische Verwandtschaft. Sie haben es nicht nötig, für diese Menschen einzutreten. Niemand wird es Ihnen danken! Ich begreife nicht, warum Sie es tun!“ Grüber antwortete: „Sie kennen die Straße von Jerusalem nach Jericho! Auf dieser Straße lag einmal ein überfallener und ausgeplünderter Jude. Ein Mann, der durch Rasse und Religion von ihm getrennt war, ein Samariter, kam und half ihm. Der Herr, auf dessen Befehle ich allein höre, sagt mir: Gehe du hin und tue desgleichen.“
Im Herbst 1939 nahm die Verfolgung neue Formen an. Das NS-Regime ließ jüdische und nichtjüdische Österreicher jüdischer Abkunft ins besetzte Polen verschleppen. Am 13. Februar 1940 traf das gleiche Schicksal 1200 Juden aus dem Regierungsbezirk Stettin, sie wurden nach Lublin deportiert. Grüber erfuhr davon durch den Wehrmachtskommandanten von Lublin. Grüber protestierte dann bei jeder höheren Dienststelle bis hinauf zum preußischen Ministerpräsidenten Hermann Göring, der einstweilen weitere Deportationen aus Preußen verbot. Die Gestapo warnte Grüber daraufhin, sich nicht wieder für Deportierte einzusetzen. Die Deportierten durften nicht zurückkehren.
Am 22./23. Oktober 1940 deportierten NS-Schergen – im Rahmen der Wagner-Bürckel-Aktion – 6500 Personen aus Baden und der Pfalz ins Lager Gurs in Südfrankreich. Grüber besorgte sich mit Hilfe von Dietrich Bonhoeffers Schwager Hans von Dohnanyi von der Abwehr einen Reisepass und wollte die Deportierten in Gurs aufsuchen. Die Gestapo verhaftete Grüber am 19. Dezember vor seiner Abreise.
Vor allem durch Grübers unentwegten Einsatz konnten zwischen 1938 und 1940 wahrscheinlich 1138 zum Christentum konvertierte Juden und deren Ehegatten oder Nachkommen auswandern. Die Gestapo befahl Grübers Stellvertreter Pastor Werner Sylten, das Büro aufzulösen, was er bis 1. Februar 1941 ausführte. Viele Mitarbeiter der Berliner Zentrale wurden in den nächsten Wochen und Monaten ebenfalls verhaftet. Soweit Grübers Mitarbeiter unter den Nürnberger Gesetzen als „Volljuden“ galten, wurden sie in den folgenden Jahren größtenteils in Konzentrationslager deportiert und dort umgebracht.

## Haft
Auf Befehl Heydrichs wurde Grüber am 19. Dezember 1940 verhaftet und zwei Tage später ins KZ Sachsenhausen verschleppt. Adolf Eichmann sagte 1960 aus, der „Schutzhaftbefehl“ sei erfolgt, weil er sich trotz Verwarnung als Geistlicher für Juden eingesetzt habe. Von 1941 bis 1943 war Grüber Häftling im KZ Dachau mit der Nr. 27832. Er war Blockältester und dolmetschte für niederländische und flämische Gefangene. Es gelang Margarete Grüber, für sich und ihren Sohn Hans-Rolf eine Besuchserlaubnis für Dachau zu erlangen, um wichtige Familienangelegenheiten zu besprechen. Am 18. Dezember 1942 durften sie Heinrich Grüber für 30 Minuten sprechen.
Bei einer Razzia wurde Grüber durch zwei Wärter so lange geschlagen, bis er alle Zähne verlor. In Dachau erlitt er mehrere Herzinfarkte und wurde am 23. Juni 1943 freigelassen, nachdem sich sein Schwager Ernst Hellmut Vits, ein Industrieller, für ihn eingesetzt hatte. Zu diesem Zeitpunkt war sein ehemaliger Stellvertreter Werner Sylten bereits aus Dachau wegen einer Erkrankung nach Schloss Hartheim verschleppt und dort ermordet worden. Grüber übernahm unter strengen Auflagen wieder seine Pfarrstelle in Kaulsdorf. Er berichtete in geschlossenen Veranstaltungen der Bekennenden Kirche im Kirchenkreis Berlin Land I ihren Anhängern von seinen Erfahrungen in den Konzentrationslagern. Am 22. April 1945 sammelte Grüber Unerschrockene um sich, um der einmarschierenden Roten Armee mit weißen Fahnen entgegenzugehen, in der Hoffnung, Blutvergießen verhindern zu können.

## Nachkriegszeit

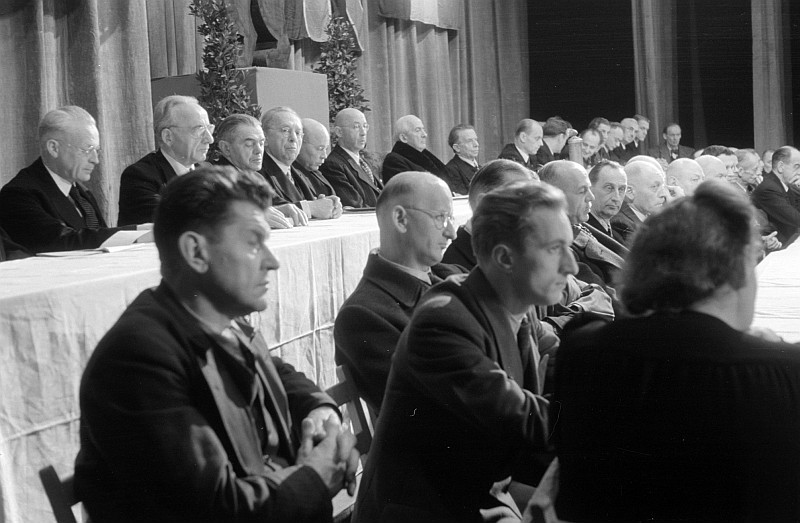
Heinrich Grüber (links, hintere Reihe) 1945 im Magistrat Werner, als Stellvertreter von Peter Buchholz (rechts daneben)

Während der massenhaften Vergewaltigungen durch sowjetische Soldaten in den Wochen und Monaten nach dem Krieg half Grüber, Frauen und Mädchen vor den Soldaten zu verstecken. Grüber sprach bei dem sowjetischen Stadtkommandanten Bersarin vor. Nach einer kurzen Amtszeit als Kaulsdorfer Bürgermeister, seit 1945 Teil des sowjetischen Sektors von Berlin, berief ihn am 18. Mai 1945 der von den Sowjets eingesetzte provisorische Magistrat der Stadt Berlin zum stellvertretenden Leiter des Beirats für Kirchenfragen. Das brachte Grüber am 21. Mai einen zweisprachig russisch-deutschen Passierschein ein, der alle sowjetischen Soldaten anwies, Grüber und sein Fahrrad vom alltäglichen Raub auszunehmen, damit er sich in der Stadt mit dem kollabierten Verkehrssystem überhaupt fortbewegen konnte. Am 9. Juli erhielt Grüber dann auch einen Befreiungsschein von der sonst für Deutsche gültigen Ausgangssperre.
Grüber eröffnete wieder sein Büro, jetzt um den Überlebenden der Schoah, den heimkehrenden Deportierten, den in die Öffentlichkeit zurückgekehrten Untergetauchten und den befreiten Ex-Diskriminierten zu helfen. Zunächst fand das Büro im Diakonissenkrankenhaus Bethanien in Berlin-Kreuzberg sein Unterkommen. Otto Dibelius, der provisorisch die Kirchenleitung in der Evangelischen Kirche der altpreußischen Union und ihrer Kirchenprovinz Mark Brandenburg übernommen hatte, berief Grüber am 15. Juli 1945 als Propst in eine leitende Position in den neu aufzubauenden Kirchenorganen. Am 8. August führte Dibelius Grüber in einer feierlichen Zeremonie in der kaum von Spuren der Kriegseinwirkung geräumten Evangelischen Kirche St. Marien als Propst an St. Marien und St. Nikolai ein. Beide Pfarrbezirke lagen im damaligen Ostsektor. Damit endete Grübers Dienstzeit als Pastor in Kaulsdorf. Er gehörte zu den Gründungsmitgliedern der CDU. 1948 erhielt er die Ehrendoktorwürde der Humboldt-Universität.
1949 fand Grübers Büro, das mittlerweile offiziell den Namen Evangelische Hilfsstelle für ehemals Rasseverfolgte führte, geeignete Räume in der Waltraudstraße 4a in Zehlendorf, Berlin (West). Die Grübers zogen im gleichen Jahr nach Dahlem. Grüber pendelte seither morgens zur Arbeit ins Gemeindehaus der Marienkirche in der Bischofstraße.
Anfang der 1950er eröffnete das Seniorenheim Heinrich-Grüber-Haus mit zunächst 16 Senioren mit Verfolgungsschicksal. 1957 wandelte Grüber die Hilfsstelle in eine Stiftung um, die seither ihre baulichen Einrichtungen und Heimangebote ausgeweitet hat, um dem steigenden Bedarf an Wohnheimplätzen, Fürsorge und Pflege von oft auch verarmten ehemals Verfolgten entsprechen zu können.

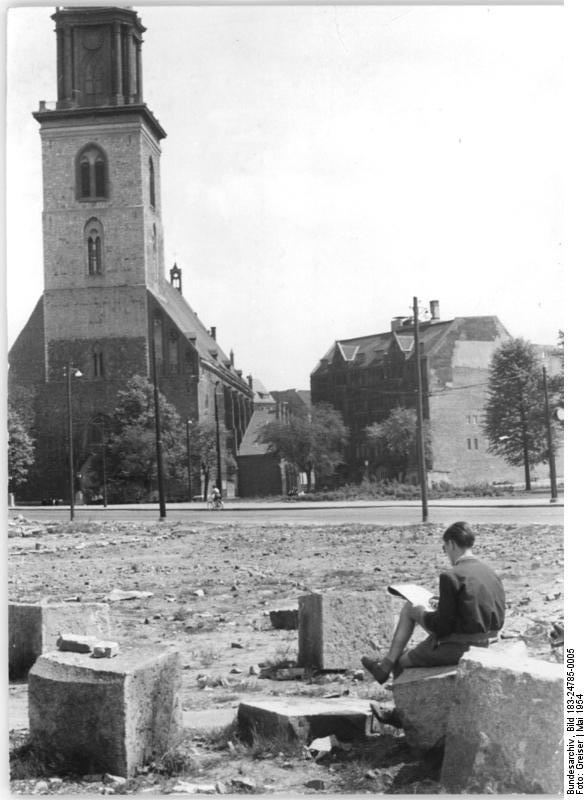
Evangelische Marienkirche (links) und das Propst-Grüber-Haus (rechts), Grübers Sitz als Generalbevollmächtigter der EKD bei der DDR-Regierung.

Mit seinen Kontakten auch zu kommunistischen Exhäftlingen aus Dachau konnte Grüber ab 1949 als Generalbevollmächtigter des Rates der Evangelischen Kirche in Deutschland (EKD) bei der Regierung der DDR die zunehmend antikirchliche Repression in den frühen Jahren – beispielsweise gegen die Junge Gemeinde – teilweise noch abmildern. Als Generalbevollmächtigter amtierte Grüber im seit 1956 Propst-Grüber-Haus genannten Bau in der Bischofstraße 6–8 (zugleich Marienkirchhof 7–8). Als der staatliche Kirchensteuereinzug 1956 in der DDR abgeschafft wurde, nutzte der Propst einen Beitrag für die CDU-Tageszeitung Neue Zeit, um darauf hinzuweisen, dass die Kirchensteuern gebraucht werden und beklagte die „Erschwerungen“ bei ihrer „Einziehung“.
Durch eine politische Predigt 1953 fiel Grüber nachteilig auf, sodass nach dem Tode des ersten Leiters der DDR-CDU Otto Nuschke 1957 seine politische Stellung wieder einmal gefährdet wurde, bevor die DDR-Regierung ihn im Mai 1958 endgültig fallen ließ.
Nach dem Mauerbau 1961 ließen die DDR-Machthaber Grüber nicht mehr einreisen, so dass er seine Aufgabe als Propst nicht mehr erfüllen konnte. Im Westen Berlins und auf seinen zahlreichen Reisen setzte er sich weiter für die christlich-jüdische Verständigung ein. Er predigte gegen den Rüstungswettlauf und den Kalten Krieg samt seiner atomaren Bedrohung. Grüber war Gründungs- und Kuratoriumsmitglied der Gesellschaft für Christlich-Jüdische Zusammenarbeit in Berlin e. V. Beim Eichmann-Prozess 1961 sagte er als einziger Nicht-Jude öffentlich gegen den Angeklagten aus. Grüber gehörte sowohl dem Kuratorium der 1957 gegründeten Deutsch-Israelische Studiengruppe Berlin, als auch dem 1961 gegründeten Bundesverband Deutsch-Israelischer Studiengruppen (BDIS) an. Er interessierte sich für die Arbeit der Christlichen Friedenskonferenz und war zeitweise ihr Mitglied, als er 1964 an der II. Allchristlichen Friedensversammlung in Prag teilnahm. 1965 wurde ihm die Carl-von-Ossietzky-Medaille verliehen. 1966 wurde er zum Ehrenpräsidenten der Deutsch-Israelischen Gesellschaft ernannt. 1965 eröffnete die Stiftung Evangelische Hilfsstelle für ehemals Rasseverfolgte auf ihrem Zehlendorfer Gelände ein Krankenhaus und Pflegeheim namens Margarete-Grüber-Haus.
Als Joseph Wulf Mitte der 1960er Jahre die Idee entwickelte, am historischen Ort der Wannseekonferenz, dem vormaligen Gäste- und Erholungsheim der SS (Am Großen Wannsee Nr. 56–58), eine internationale Dokumentations- und Forschungsstätte zum Völkermord an den Juden zu errichten und für dieses Projekt eine Reihe nationaler und internationaler Unterstützer gewann, gehörte Grüber zu den Wortführern derer, die ein solches Vorhaben strikt ablehnten. Grüber bediente sich dabei antisemitischer Vorurteile. Er warf beispielsweise dem für sein Projekt um Spenden werbenden Wulf „Geschäftstüchtigkeit“ vor und transportierte das Klischee, die Einwanderung galizischer Juden – Wulf war in Krakau groß geworden – habe seinerzeit zum Anwachsen des Antisemitismus in Deutschland beigetragen, sei also von Juden mit zu verantworten. Gleichwohl erhielt er im Juli 1964 die Anerkennung als Gerechter unter den Völkern durch Yad Vashem.

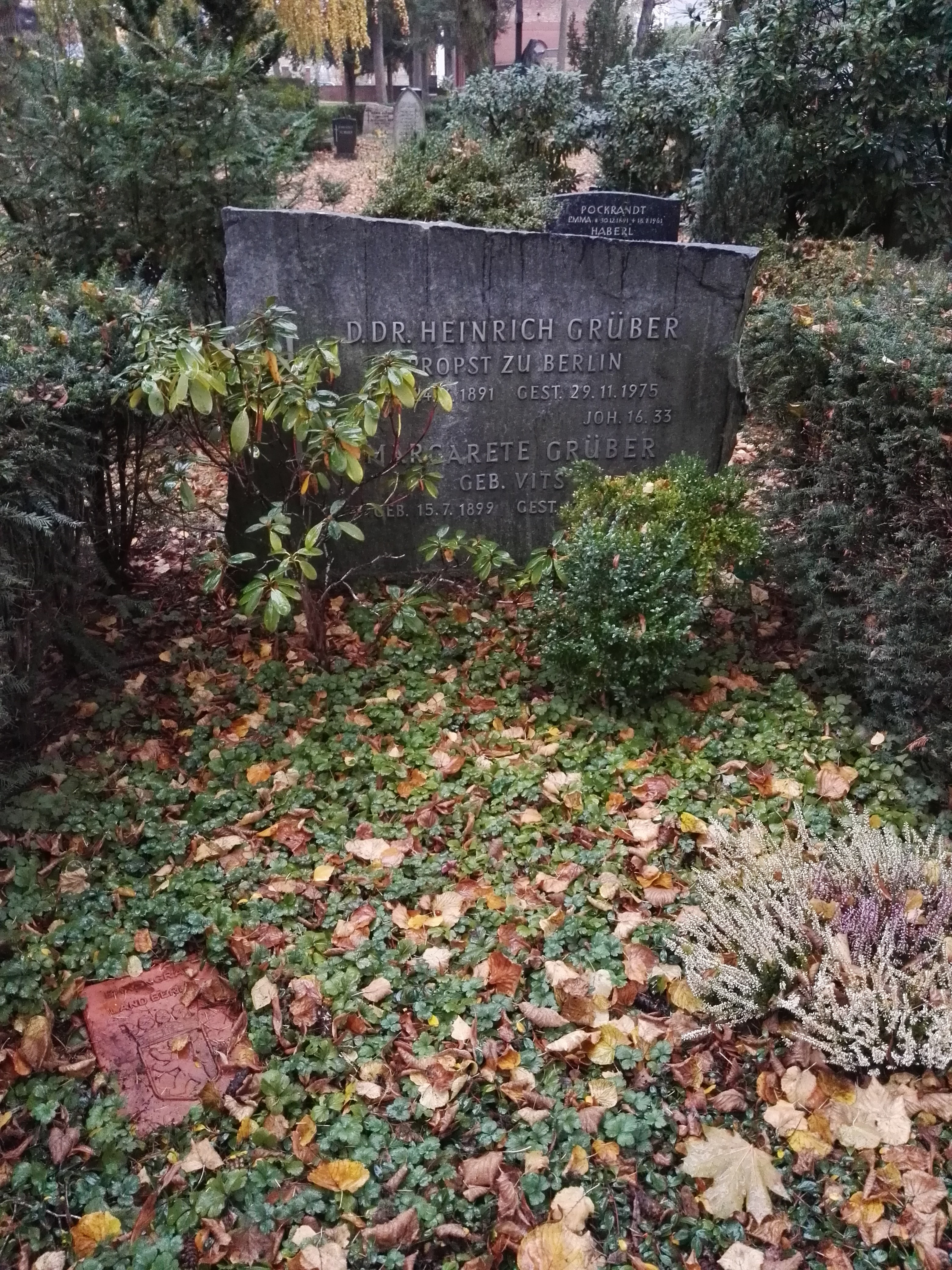
Grabstätte

Grüber veröffentlichte 1968 seine Memoiren Erinnerungen aus sieben Jahrzehnten. Am 8. Mai 1970 erhielt er zum 25. Jahrestag der deutschen Kapitulation die Ehrenbürgerwürde von Berlin. Er starb 1975 in Berlin an Herzversagen und wurde in einem Ehrengrab der Stadt Berlin auf dem Evangelischen Friedhof der Domkirchengemeinde in der Müllerstraße in Berlin beerdigt. Seine Frau Margarete führte bis zu ihrem Tode am 17. Dezember 1986 die Stiftung weiter.

## Deutungen
Nach Ansicht seines Sohnes Hartmut Grüber haben erst die Erlebnisse im Konzentrationslager und des 20. Juli 1944 seines Vaters Denken endgültig von der in seinen Kreisen hergebrachten Auffassung vom ‚Nationalen‘ wegbewegt. Heinrich Grüber leistete am 12. August 1938 den Treueid auf den Führer und passte sich an, indem er amtliche Schreiben mit der Grußformel „Heil Hitler“ unterzeichnete. Dieter Winkler wertet dies als taktische Zugeständnisse. Gegenüber einer Diktatur könne man nur etwas erreichen, wenn man ihr Entgegenkommen zeige, nicht aber durch völlige Verweigerung.
Befremdlich bleiben antisemitische Passagen in einem Interview, das Grüber Anfang 1939 einem niederländischen Pressebüro gab: „Die meisten Juden, die in Deutschland gewohnt haben, waren ‚wurzellos‘. Sie verrichteten meistens keine produktive Arbeit, aber sie machten ‚Geschäfte‘. […] Diese Juden waren es, die in der Zeit von 1919 bis 1932 Deutschland in finanzieller, ökonomischer, politischer, kultureller und journalistischer Hinsicht beherrschten. Dies war in der Tat eine jüdische Vorherrschaft. Die Reaktion hierauf war der Antisemitismus …“ Diese und weitere Äußerungen im Interview werfen „einen Schatten auf das humane Engagement“ Grübers, der sich später nicht zu diesen Worten äußerte, aber nach 1945 bekannte, nicht frei von Schuld am Holocaust zu sein. Dieter Winkler bietet mehrere Deutungen an, legt schließlich aber als wahrscheinlichste Erklärung nahe, dass Grüber sein Tun gegenüber der Gestapo absichern wollte und ihr deshalb nach dem Munde sprach. Zugleich fällt in einem Interview, das Richard L. Rubenstein 1961 mit Grüber führte, auf, dass dieser weiterhin den Antisemitismus auch als Reaktion auf Verhalten von Jüdinnen und Juden verstand. Der Kampf gegen den Antisemitismus sei nach Grüber dadurch erschwert, dass Juden und Jüdinnen bereits wieder starken Einfluss in Banken und der Presse hätten und Bordelle und Nachtclubs betrieben. Deutlich wird hier, dass für das von Grüber als „auserwähltes Volk“ verstandene Judentum besondere Verhaltensregelungen gemäß der „göttlichen Ordnung“ gelten sollten.

## Ehrungen

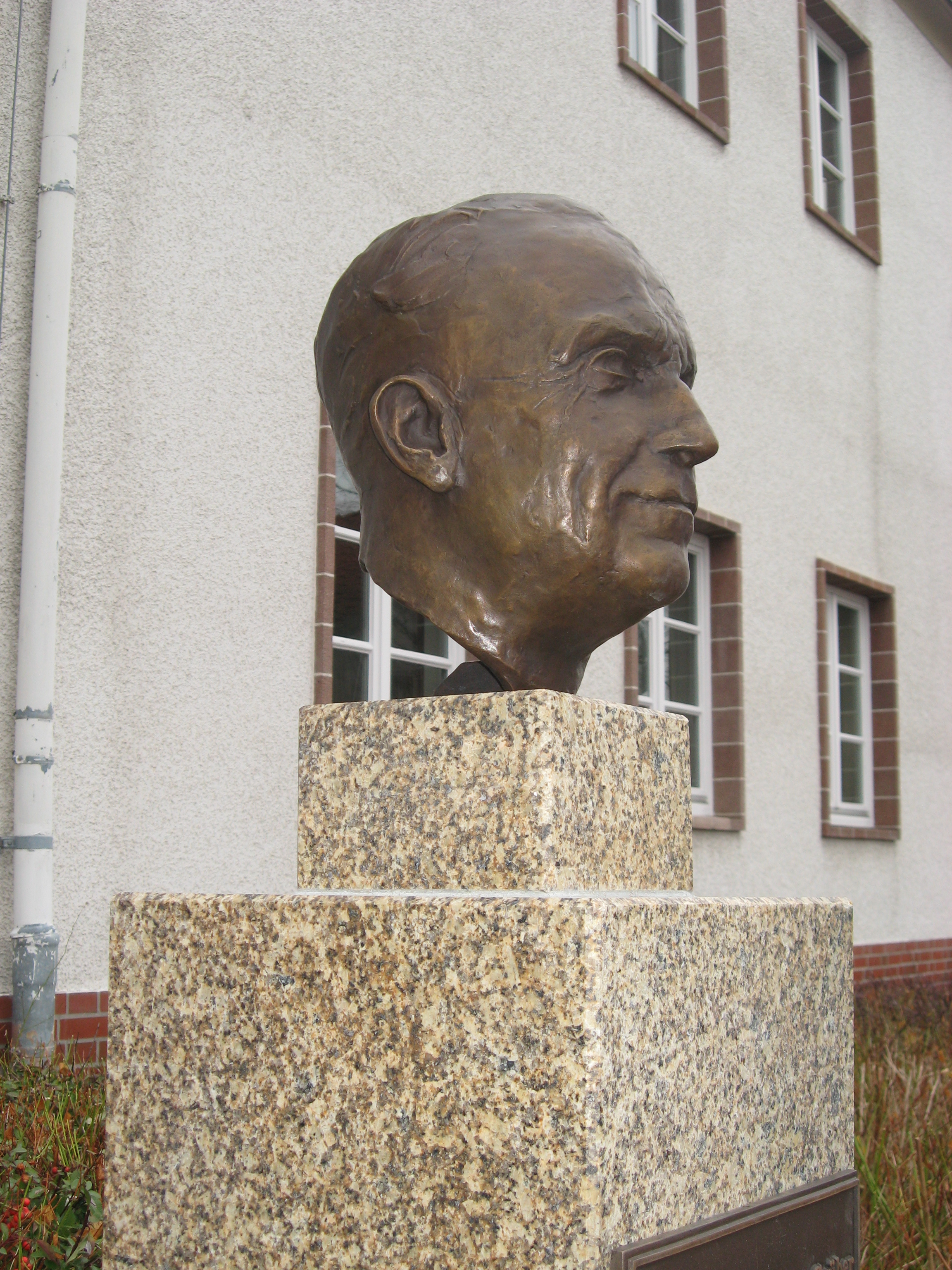
Büste Heinrich Grübers an dem nach ihm benannten Platz in Oranienburg

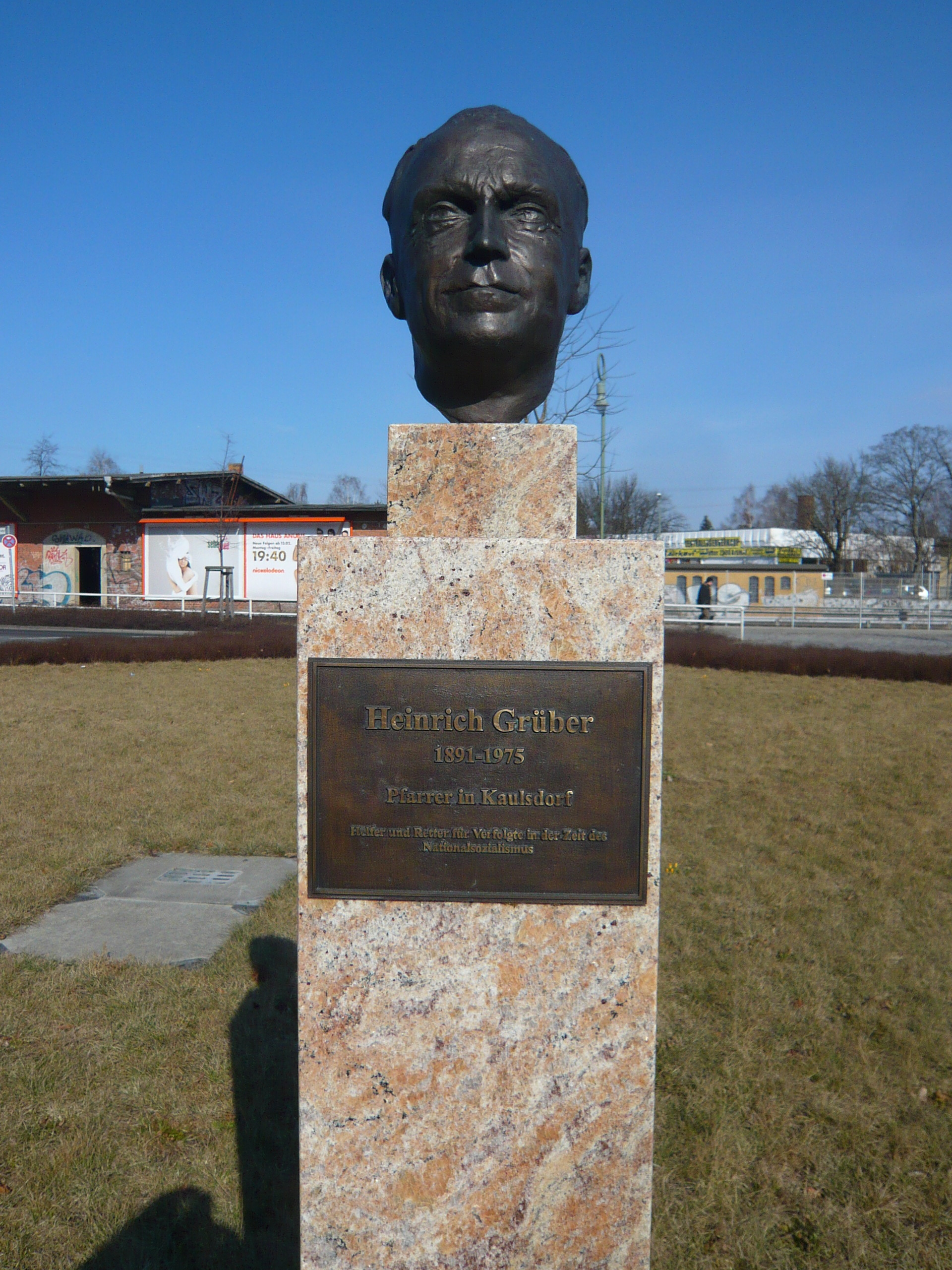
Büste für Heinrich Grüber auf dem nach ihm benannten Platz in Berlin-Kaulsdorf

- 16. Juli 1948 – 1. Dr. h. c. der Theologischen Fakultät der Humboldt-Universität
- ca. 1950 – Seniorenheim Heinrich-Grüber-Haus der „Evangelischen Hilfsstelle für ehemals Rasseverfolgte“, 1959 durch Neubau ersetzt
- 12. Mai 1956 – 1. Dr. h. c. der Comenius-Fakultät der Universität Prag
- 24. Juni 1956 – Bischof Otto Dibelius benennt das Gemeindehaus der ev. Kirchengemeinde St. Marien in der Bischofstraße 6–8 in Propst-Grüber-Haus um.[44] (Anfang der 1960er Jahre wurde es im Zuge des Abrisses fast aller verbliebenen Vorkriegsbauten des Marienviertels abgetragen.[34])
- 18. Oktober 1961 – Stiftung des Heinrich-Grüber-Waldes bei Jerusalem
- 1962 – Dr. h. c. der Theologischen Fakultät des Wagner Lutheran College auf Staten Island, New York City
- 28. Juli 1962 – Dr. h. c. der Theologischen Brethren Church Faculty in Chicago
- 10. Oktober 1962 – Dr. h. c. of Human Letters des Hebrew Union College, New York City
- 1963 – Bundesverdienstkreuz 1. Klasse
- 28. Juli 1964 – Anerkennung Grübers als Gerechter unter den Völkern durch Yad Vashem[39]
- 9. Dezember 1965 – Verleihung der Carl-von-Ossietzky-Medaille
- 21. Juni 1966 – Juliana von Oranien-Nassau, Königin der Niederlande, ernennt Grüber zum Commandeure des Ordens von Oranje-Nassau.
- 1966 – Ehrenpräsident der Deutsch-Israelischen Gesellschaft
- Januar 1967 – Albert-Schweitzer-Medaille der Internationalen Albert-Schweitzer-Stiftung in Amsterdam
- 1968 – Silberne Jugend-Aliyah-Medaille der Jewish Agency for Israel
- 1970 – Luther-Medaille der Evangelischen Kirche in Berlin-Brandenburg
- 8. Mai 1970 – Ehrenbürgerwürde der Stadt Berlin (West)
- 1971 – Goldenes Kreuz des Diakonischen Werks
- 31. März 1971 – Decoration als „Defender of Freedom“, durch die U.S. Head Quarters in Berlin (West)
- 1975 – Ehrengrab auf dem Friedhof der Evangelischen Gemeinde der Oberpfarr- und Domkirche zu Berlin in der Müllerstraße
- 24. Juni 1991 – Umbenennung der Hönower Straße in Heinrich-Grüber-Straße in Berlin-Kaulsdorf[45]
- Seit 22. Dezember 1997 gibt es eine Gedenktafel an der Umfassungsmauer der Kaulsdorfer Jesuskirche.[46]
- 2007 – Umbenennung der Hauptschule Liester (Stolberg) in Propst-Grüber-Schule (2017: Abriss der Schule)
- Am 21. Mai 2008 erhält ein neu gestalteter Platz in seiner Wirkungsstätte Berlin-Kaulsdorf seinen Namen.
- 2022 – Benennung einer neuen Straße am Ort der früheren Propst-Grüber-Schule in Stolberg (Rheinland) zur Propst-Grüber-Straße.

## Veröffentlichungen
- Nicht nebeneinander – Miteinander! (mit Otto Nuschke), Verlag Deutscher Friedensrat, Berlin 1955.
- Erinnerungen aus sieben Jahrzehnten. Kiepenheuer & Witsch, Köln/Berlin 1968.
- Leben an der Todeslinie. Dachauer Predigten. 2. Aufl. Kreuz-Verlag, Stuttgart 1965.